# Shay Given
Séamus John James „Shay“ Given (* 20. April 1976 in Lifford) ist ein irischer ehemaliger Fußballtorhüter. Nach der Ausbildung beim schottischen Klub Celtic Glasgow und der Zweitligameisterschaft 1996 mit dem AFC Sunderland war er ab 1997 mehr als ein Jahrzehnt erfolgreich für Newcastle United aktiv und führte den Klub 1998 und 1999 jeweils ins FA-Cup-Finale. In den Spielzeiten 2001/02 und 2005/06 wurde der mit 1,85 Meter verhältnismäßig kleine, aber aufgrund seiner Schnelligkeit, Athletik und guten Reflexe geschätzte WM-Teilnehmer von 2002 zum besten Torhüter der Premier League gewählt. Er ist mit 134 Länderspielen irischer Rekordtorhüter und stand bis Juli 2017 bei Stoke City unter Vertrag.

## Karriere

### Anfänge (bis 1994)
Shay Given wuchs mit drei älteren Brüdern in Lifford, einer direkt an Nordirland angrenzenden Stadt, auf. Nach anfänglichen Fußballerfahrungen im heimischen Garten landete er 14-jährig beim heimischen Klub Lifford Celtic. Dort machte er als Torhüter erstmals während eines Pokalhalbfinalspiels in Dundalk intensiver auf sich aufmerksam: Er verlor mit seinem Team zwar mit 0:1, wirkte aber für sein Alter außerordentlich reif und selbstsicher. Die Fähigkeiten des jungen Torwarttalents sprachen sich bis nach Schottland herum und so schien für Given ein Traum in Erfüllung zu gehen, als ihn 1991 mit Celtic Glasgow der Klub, dem er schon immer angehangen hatte, zu einem Probetraining einlud.
Ein Jahr später unterzeichnete er dort seinen ersten Vertrag und verbrachte zwei Jahre bei Celtic, dessen Profiteam zunächst von Givens Landsmann Liam Brady und ein Jahr später von Lou Macari trainiert wurde. Die Hürden für einen Einsatz in der A-Mannschaft waren jedoch zu hoch, wenngleich er am Neujahrstag 1994 beim Derby gegen die Rangers zumindest einmal auf der Ersatzbank Platz nehmen durfte. Seine guten Leistungen in den Nachwuchsmannschaften drangen jedoch bis ins englische Blackburn hervor: Der dortige Trainer Kenny Dalglish verpflichtete das junge Talent im Sommer 1994.

### Blackburn Rovers und Leihstationen (1994–1997)
Die „Rovers“ wurden in Givens erster Saison erstmals Englische Meister, aber hinter Stammkeeper Tim Flowers und Ersatzmann Bobby Mimms blieb dem Neuling zumeist nur die Rolle der „Nummer drei“ vorbehalten – lediglich im Februar 1995 saß er bei drei Premier-League-Partien der Saison 1994/95 auf der Ersatzbank, als Flowers von Mimms vertreten wurde. Auch der Trainerwechsel zu Ray Harford änderte wenig an der Hackordnung. Stattdessen lieh in der Klub im August 1995 an den Drittligisten Swindon Town für einen Monat aus. Dort musste er in fünf Pflichtspielen nur einmal hinter sich greifen und im Januar 1996 folgte mit dem Zweitligisten und Aufstiegsaspiranten AFC Sunderland der nächste Leihklub. Hier blieb der überraschend abgeklärt und wenig nervös wirkende Teenager in 12 der 17 Partien ohne Gegentreffer und war ein wichtiger Faktor dafür, dass die „Black Cats“ als Zweitligameister in die Premier League aufstiegen.
Hoffnungen, den in Sunderland kurzfristig zum Helden avancierten Given halten zu können, zerschlugen sich jedoch und Given verbrachte die Saison 1996/97 erneut in Blackburn. Zwar hatte Mimms den Klub mittlerweile verlassen, aber an Flowers kam Given weiter nicht vorbei – an der Tatsache änderte auch der Wechsel zu Interimstrainer Tony Parkes Ende Oktober 1996 wenig. Nach seiner Einwechslung und einem Vier-Minuten-Pflichtspieldebüt im September 1996 während einer Ligapokalbegegnung gegen den FC Brentford (2:0) vertrat er Flowers kurz vor Jahresfrist in nur zwei Premier-League-Partien gegen den FC Wimbledon (0:1) und Derby County (0:0). Ansonsten vertraute Parkes im Abstiegskampf auf altbewährte Kräfte. Mit Kenny Dalglish, der kurz zuvor bei Newcastle United ein neues Trainerengagement angenommen hatte, meldete ein „alter Bekannter“ erneut Interesse an einer Verpflichtung von Given an und so wechselte dieser für eine Ablösesumme von 1,5 Millionen Pfund zur Spielzeit 1997/98 an den Tyne.

### Newcastle United (1997–2009)
Im Kampf um die Position des Stammtorhüters setzte sich Given zu Beginn der Saison 1997/98 gegen Shaka Hislop und Pavel Srníček durch und deutete mit guten Leistungen – unter anderem in der Champions League gegen Gegner wie den FC Barcelona (3:2) – seine Fähigkeiten an. Nach einer Verletzung aus einem Länderspiel im November 1997 verlor an Hislop und während der knapp drei Monate auf der Ersatzbank schien auch ein erneuter Wechsel nicht undenkbar, wobei vor allem der AFC Sunderland wieder Anstrengungen für eine Rückkehr Givens an alter Stätte unternahm. Dass Given im Februar 1998 wieder in die Startelf von Newcastle kam, lag dann vor allem daran, dass die Vertragsverhandlungen mit Hislop ins Stocken geraten waren und in der Folge die sportliche Leitung auf Given zurückgriff. Dieser „bedankte“ sich mit einer gegentorfreien Vorstellung im FA-Cup-Halbfinale gegen Sheffield United (1:0), die den „Magpies“ den Weg nach Wembley bereitete. Dort verlor er jedoch gegen den FC Arsenal mit 0:2. Auch in der Spielzeit 1998/99 behielt Given unter dem neuen Trainer Ruud Gullit zunächst einen Stammplatz, bevor ihn im November 1998 eine ausgekugelte Schulter kurzzeitig zurückwarf. Wenige Wochen später kassierte er am 2. Januar 1999 im FA Cup nach einem Handspiel außerhalb des Straßraumes die erste Rote Karte seiner Profilaufbahn. Wie im Jahr zuvor lieferte er erneut im Pokalhalbfinale eine der besten Saisonleistungen ab und beförderte sein Team mit einem 2:0 gegen Tottenham Hotspur ins zweite FA-Cup-Endspiel in Serie. Im Finale gegen Manchester United (0:2) setzte ihn Gullit etwas überraschend auf die Ersatzbank und gab dem formstärkeren Steve Harper den Vorzug.
Der Zweikampf zwischen den beiden Kontrahenten setzte sich in der Spielzeit 1999/2000 fort und Given kam hier auf lediglich vierzehn Ligaeinsätze, was auch in einer Knieoperation zu Saisonbeginn begründet lag. Nach viermonatige Pause kehrte er Ende Februar 2000 im FA-Cup-Viertelfinale gegen die Tranmere Rovers (3:2) zurück, kurz nachdem sich wiederum Harper selbst verletzt hatte. Zunehmend frustriert über sein unsteten Status bat der mittlerweile 26-fache irische Nationalkeeper zur Jahreswende 2000/01 offiziell um eine Transferfreigabe, was der damalige Trainer Bobby Robson jedoch abschlägig beschied. Es sollte ein Wendepunkt hin zum Guten für Given sein. Zum Ende der Saison verletzte sich Harper und der Ire übernahm nun für lange Zeit die Rolle der „Nummer eins“. Er stand in allen 38 Ligapartien der Saison 2001/02 für Newcastle zwischen den Pfosten, qualifizierte sich am Ende über einen überraschend guten vierten Platz für die Champions League und wurde von der Spielergewerkschaft PFA zum besten Torhüter der abgelaufenen Runde gewählt. Im Mai 2002 unterzeichnete er zudem einen neuen Fünfjahresvertrag bei den Magpies.
Nach dem endgültigen sportlichen Durchbruch, der sich durch gute Leistungen bei der WM 2002 auch international manifestierte, übertraf Given in der Saison 2002/03 die Vorjahreserfolge, erreichte mit seinem Klub den dritten Rang und hielt bei den erneut 38 Ligaeinsätzen gleich 14-mal seinen Kasten sauber. Er entwickelte sich fortan zum Dauerbrenner und nach einem weiteren fünften Rang in der Saison 2003/04 kam eine ununterbrochene Serie von 140 Premier-League-Partien erst im November 2004 zum Ende, als Given der Geburt seines ersten Kindes beiwohnte. In der Spielzeit 2004/05, in der nach dem Trainerwechsel von Robson zu Graeme Souness mit Rang 14 die Saisonziele relativ klar verfehlt wurden, überschritt Given die 300-Pflichtspiele-Marke für Newcastle. Dazu war er im April 2005 der erste Akteur seines Vereins mit 50 Auftritten im Europapokal.
Dass sich Newcastle recht schnell von dieser Schwächephase erholte und in der Spielzeit 2005/06 wieder den siebten Rang belegte, lag nicht zu geringem Anteil an Given, der zum Ende der Saison zweitmalig zum besten Torhüter der Premier League gewählt wurde, während Alan Shearers zeitweiliger Abwesenheit diesen als Kapitän vertrat und schließlich einen neuen Fünfjahresvertrag unterschrieb. Schlagzeilenträchtig war im September 2006 eine schwere Verletzung, die sich Given bei einem Zusammenprall mit Marlon Harewood von West Ham United einhandelte und die der behandelnde Arzt in seiner Ausprägung mit einem Autounfall verglich. Given zog sich einen zentimeterlangen Riss im Darm zu und fiel für zwei Monate aus. Nach seiner Rückkehr beendete er die Saison mit 22 Ligaeinsätzen und erreichte das Achtelfinale des UEFA-Pokals. Auch in der Spielzeit 2007/08 hatte Given mit Fitnessproblemen zu kämpfen und als eine alte Leistenverletzung erneut aufbrach, endete Givens Saison im Februar 2008 vorzeitig.
Die Zeit neigte sich für Given bei Newcastle United anschließend dem Ende entgegen. Schuld daran waren neben der sportlichen Talfahrt, die am Ende der Saison 2008/09 mit dem Abstieg in die zweitklassige Football League Championship endete, zahlreiche Verletztenprobleme und Unruhe im Vereinsumfeld in Bezug auf die Eigentümerschaft und die Trainerfrage. Ab Januar 2009 begannen ernsthafte Transfergespräche mit Manchester City. Dabei äußerte der damalige Newcastle-Trainer Joe Kinnear zunächst sein generelles Desinteresse an einem Verkauf und in der Folge die gebotene Kaufsumme als „beleidigend“. Erst zum Ende der Wintertransferperiode am 1. Februar 2009 wurde der Wechsel zu den „Citizens“ für eine anfängliche Ablösesumme von 5,9 Millionen Pfund besiegelt und Given verließ mit gemischten Gefühlen seinen langjährigen Verein – nicht wenige Anhänger waren der Meinung, Given hätte den Klub in schwierigen Zeiten im Stich gelassen und der Abstieg wäre mit ihm zu vermeiden gewesen. Nur 34 Pflichtspiele hatten Given gefehlt, um mit Jimmy Lawrence als Rekordspieler von Newcastle United gleichzuziehen.

### Manchester City (2009–2011)
Für vier Jahre unterzeichnete Given einen Kontrakt bei Manchester City; das Transfervolumen betrug insgesamt sieben Millionen Pfund. Er gab sein Debüt am 7. Februar 2009 gegen den FC Middlesbrough und blieb beim 1:0 ohne Gegentor. Sein Kontrahent auf der Torhüterposition war das Talent Joe Hart, aber da dieser für die gesamte Saison 2009/10 an Birmingham City ausgeliehen wurde, war er in dieser Zeit unumstrittener Stammkeeper. Mit einem gehaltenen Elfmeter gegen Frank Lampard am 5. Dezember 2009 gegen den späteren Meister FC Chelsea (2:1) spielte er sich endgültig in die Herzen der neuen Anhänger und Trainer Roberto Mancini, der Given als einen der fünf besten Torhüter weltweit bezeichnete: Er übertrug dem Iren das Kapitänsamt, als Kolo Touré bei der Afrikameisterschaft weilte.
Am 24. April 2010 kugelte sich Given in einer Partie gegen den FC Arsenal die Schulter aus und nach dem vorzeitigen Saisonende verlor er auch zu Beginn der Spielzeit 2010/11 seinen Stammplatz an Rückkehrer Hart, der es nach einer guten Saison in Birmingham bereits in die englische Nationalmannschaft geschafft hatte.

### Aston Villa und Gastspiel in Middlesbrough (2011–2015)
Seinen Stammplatz konnte Given nicht zurückerobern, woraufhin er sich im Juli 2011 Aston Villa anschloss. Dort erhielt Given einen Vertrag bis 2016. Im November der Saison 2013/14 verlieh Aston Villa Given im Rahmen der im englischen Fußball abseits der gängigen Transferperioden möglichen Notfall-Leihe bis Ende Februar 2014 an den FC Middlesbrough.
Nach seiner Rückkehr zu Villa wurde er zum Stammtorhüter im FA Cup und führte die Mannschaft in der Saison 2014/15 bis ins Finale, welches jedoch mit 0:4 gegen den FC Arsenal verloren ging.

### Stoke City (2015–2017)
Nach Ablauf seines Vertrages bei Aston Villa schloss Given sich ablösefrei dem Ligakonkurrenten Stoke City an.

### Irische Nationalmannschaft
Obwohl Given zuvor nur für die U-21-Auswahl Irlands und in der Saison 1995/96 bei seinem Stammklub Blackburn Rovers in der „ersten Elf“ keine Berücksichtigung fand, stand er nach guten Leistungen für Leihklub AFC Sunderland erstmals am 27. März 1996 in einem Freundschaftsspiel gegen Russland (0:2) für die irische A-Nationalmannschaft zwischen den Pfosten. Obwohl er innerhalb der nächsten Monate noch sieben weitere Länderspiele bestritt, war die Tatsache, dass Given nach seiner Rückkehr nach Blackburn ohne Spielpraxis blieb, nicht förderlich für den Stammplatzerhalt.
Erst nach dem Newcastle-Wechsel zur Saison 1997/98 festigte Given seine Position, wenngleich weder die Qualifikation für die WM 1998 in Frankreich noch zwei Jahre später für die EM 2000 in den Niederlanden und Belgien gelang und er zur Jahrtausendwende während des zeitweiligen Stammplatzverlust in Newcastle auch in Irland nicht mehr „gesetzt“ war. Mit guten Leistungen in der Saison 2001/02 war er nach gelungener WM-Qualifikation unumstrittener Stammtorhüter während der Endrunde 2002 in Japan und Südkorea. Hier blieb er zunächst mit seinem Team in allen drei Vorrundenpartien gegen Kamerun (1:1), Deutschland (1:1) und Saudi-Arabien (3:0) ungeschlagen, bevor er im Achtelfinale gegen Spanien während des Elfmeterschießens die Strafstöße von Juanfran und Juan Carlos Valerón hielt, wegen dreier Fehlschüsse seiner Kameraden aber dennoch aus dem Turnier ausschied.
Obwohl Given in der Folgezeit weiter die „Nummer eins“ war, blieben weitere nennenswerte Erfolge mit Irland aus. Dabei verpasste er die WM-Turniere 2006 in Deutschland sowie 2010 in Südafrika nur knapp – entscheidend waren dafür im November 2005 ein 0:0 gegen die Schweiz und vier Jahre später eine durch ein Handspiel von Thierry Henry verursachte Play-off-Niederlage gegen Frankreich.
Bereits am 28. März 2007 hatte er mit seinem 80. Länderspiel den vormaligen Torhüterrekord von Pat Bonner eingestellt und am 14. Oktober 2009 gegen Montenegro die „100 vollgemacht“. Am 18. November 2009 stellte er gegen Frankreich ebenso wie Kevin Kilbane mit seinem 102. Länderspiel den Rekord von Steve Staunton ein und am 17. November 2010 übernahm er nach der Abwesenheit von Kilbane mit dem 109. Länderspiel die alleinige Rekordmarke. Nach 125 Spielen erklärte Given im August 2012 seinen Rücktritt aus der Nationalmannschaft. Seine Bestmarke wurde von Robbie Keane am 2. Juni 2013 eingestellt und am 7. Juni 2013 überboten. Am 3. September 2014 gab er beim Freundschaftsspiel gegen den Oman sein Comeback in der Nationalmannschaft.
Bei der Fußball-Europameisterschaft 2016 in Frankreich wurde er in das Aufgebot Irlands aufgenommen. Diesmal war er aber nur Ersatztorwart und kam nicht zum Einsatz.

## Soziales Engagement
Given engagiert sich als Botschafter bei Show Racism the Red Card.